# Hadrothemis infesta
Hadrothemis infesta é uma espécie de libelinha da família Libellulidae.
Pode ser encontrada nos seguintes países: Camarões, República do Congo, República Democrática do Congo, Costa do Marfim, Guiné Equatorial, Gabão, Gana, Guiné, Libéria, Nigéria, Serra Leoa e Uganda.
Os seus habitats naturais são: florestas subtropicais ou tropicais húmidas de baixa altitude, áreas húmidas dominadas por vegetação arbustiva e marismas intermitentes de água doce.